# 張應槐
張應槐（1555年—1617年），字汝植，號三陽，浙江金華府浦江縣人，民籍，明朝政治人物。

## 生平
萬曆十年（1582年）壬午科應天鄉試第一百十三名，萬曆十四年（1586年）丙戌科會試二百七十一名，登三甲第二百九名進士。礼部观政，十五年四月授江西饒州府推官，二十年升刑部主事，二十一年改南礼部主事，二十二年告病。二十七年補南兵部主事，告病。三十一年補兵部主事，三十六年升员外郎，三十七年升武库司郎中，三十八年三月升福建右参政兼佥事，四十年四月调任湖广屯盐道参政，四十三年補廣東按察使，四十五年卒。

## 家族
曾祖張文杞；祖父張孟暄；父張元正。母趙氏。慈侍下。